# André Tison
Pour les articles homonymes, voir Tison.
André Alfred Tison  (né le 26 février 1885 à Paris et mort le 25 décembre 1963 à Saint-Maur-des-Fossés) est un athlète français, spécialiste du lancer du poids et du lancer du disque.

## Biographie
Il remporte sept titres de champion de France du lancer du poids, de 1905 à 1914, ainsi que neuf titres au lancer du disque, de 1907 à 1920. Il améliore à plusieurs reprises le record de France dans ces deux disciplines.
Il participe à trois Jeux olympiques consécutifs, en 1908, 1912 et 1920, ainsi qu'aux Jeux olympiques intercalaires de 1906 où il termine quatrième du concours du poids et cinquième de celui du disque.
Licencié successivement au TC Sceaux, au Racing Club de France et au Paris université club (PUC), André Tison compte 8 sélections en équipes de France.

### Palmarès
- Championnats de France d'athlétisme :
  - Lancer du poids : vainqueur en 1905, 1907, 1908, 1910, 1911, 1913 et 1914
  - Lancer du disque : vainqueur en 1907, 1908, 1909, 1910, 1911, 1912, 1913, 1914 et 1920

### Records
| Épreuve          | Performance | Lieu | Date |
| ---------------- | ----------- | ---- | ---- |
| Lancer du poids  | 13,49 m     |      | 1910 |
| Lancer du disque | 41,90 m     |      | 1909 |